# سنجق حوران
سنجق حوران سنجق عثماني كان يقع في ولاية سوريا. تمتد حدوده بين سنجق دمشق شمالاً وسنجق معان جنوباً وبين بادية الشام شرقاً وولاية بيروت (سناجق بيروت وعكا ونابلس) ومتصرفية القدس غرباً. في عام 1914، كان السنجق يضم مركز درعا ونواحي إزرع وبصرى الشام والسويداء وعجلون والمسمية. بلغ عدد سكان السنجق 182,805 نسمة عام 1914.

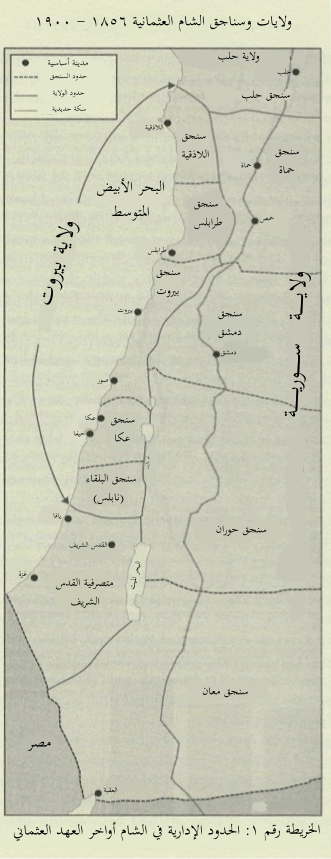
سنجق حوران في أواخر الحكم العثماني

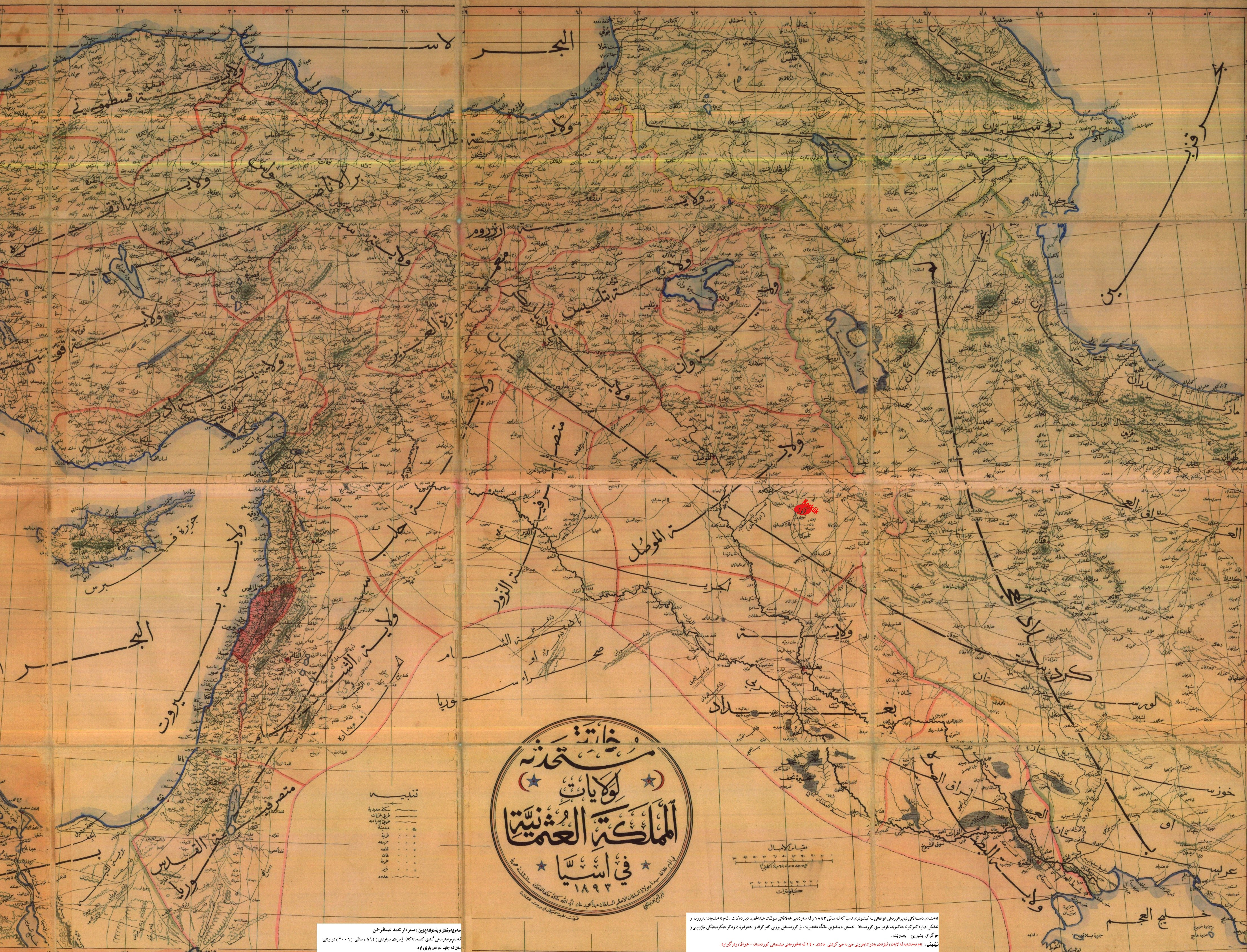
سنجق حوران في خارطة سورية العثمانية